# Илпойнен
И́лпойнен (фин. Ilpoinen, швед. Ilpois) — один из центральных районов города Турку, входящий в округ Скансси-Уиттамо.

## Географическое положение
Район расположен к юго-востоку от центральной части Турку приблизительно в пяти километрах от центральной площади.

## Население
В 2004 году население района составляло 2 889 человек, из которых дети моложе 15 лет составляли 15,26 %, а старше 65 лет — 15,99 %. Финским языком в качестве родного владели 91,03 %, шведским — 6,30 %, а другими языками — 2,67 % населения района.